# Antoine Winfield
Antoine D. Winfield (Akron, 24 giugno 1977) è un ex giocatore di football americano statunitense che ha giocato nel ruolo di cornerback nella National Football League (NFL). Fu scelto nel corso del primo giro (23º assoluto) del Draft NFL 1999 dai Buffalo Bills. Al college ha giocato a football all’Università statale dell'Ohio.

## Carriera professionistica

### Buffalo Bills
I Buffalo Bills scelsero Winfield nel corso del primo giro del Draft 1999. Nella sua stagione da rookie disputò tutte le 16 partite. Nel debutto stagionale, una sconfitta 31-14 contro gli Indianapolis Colts, Winfield fece registrare un intercetto su Peyton Manning, ritornandolo per 3 yard. Nella settimana 4, il giocatore mise a segno 5 tackle come membro degli special team nella vittoria 23-18. Winfield mise a segno il suo secondo intercetto stagionale nella vittoria della settimana 10 per 23-3 sui Miami Dolphins, ritornandolo per 10 yard. Dopo che Ken Irvin si infortunò nel corso della gara della settimana 15 contro gli Arizona Cardinals, Winfield prese il suo posto e mise a segno tre tackle. Winfield patì come titolare nelle ultime due gare della stagione 1999 al posto di Irvin e mise a segno 13 solitari nella settimana 17 contro Indianapolis, l'ultima partita della stagione regolare. Partì come titolare anche nella gara del primo turno di playoff persa contro i futuri partecipanti al Super Bowl XXXIV, i Tennessee Titans. In quella che, alla stagione 2012 è l'ultima partecipazione della storia dei Bills ai playoff, Winfield fece registrare 6 tackle e intercettò un passaggio del quarterback dei Titans Steve McNair, ritornandolo per 8 yard.
Winfield partì per la prima come titolare in tutte le 16 partite nel 2001. Nel 2003 fece registrare 107 tackle, il suo massimo in carriera.

### Minnesota Vikings
Divenuto free agent, Winfield firmò un contratto di sei anni coi Minnesota Vikings il 5 marzo 2004.
Nella vittoria per 30-27 sui New Orleans Saints nella settimana 5 del 2008, una gara del Monday Night Football, Winfield ritornò un tentativo di field goal di Martín Gramática bloccato per 59 yard in touchdown. Inoltre, Winfield mise a segno 8 tackle e deviò un passaggio in quella partita. Winfield terminò la stagione 2008 con 95 tackle, 2 sack, 5 passaggi deviati e un intercetto, venendo convocato per il suo primo Pro Bowl.
Il 23 luglio 2009 i Vikings fecero siglare a Winfield un nuovo contratto quinquennale del valore di 36 milioni di dolla, inclusi 16,1 milioni di dollari garantiti. Nelle due stagioni successive fu ancora convocato per il Pro Bowl. Rimasto l'ultimo giocatore dei Vikings ad aver giocato durante gli anni novanta, la sua ultima stagione coi Vikings fu quella del 2012, in cui mise a segno 101 tackle e 3 intercetti, con la squadra che a sorpresa si qualificò per i playoff, dove uscì al primo turno coi Green Bay Packers.
Il 12 marzo 2013, Winfield fu svincolato dai Vikings per liberare spazio salariale.

### Seattle Seahawks
Il 12 aprile 2013, Winfield firmò un contratto annuale del valore di 3 milioni di dollari (un milione garantito) con i Seattle Seahawks malgrado i Vikings gli avessero proposto un accordo che gli avrebbe assicurato più soldi garantiti. Il 31 agosto 2013 fu svincolato. Il giorno successivo, Winfield annunciò il proprio ritiro dal football professionistico.

## Palmarès
- Convocazioni al Pro Bowl: 3

2008, 2009, 2010
- Second-team All-Pro: 1

2008
- Giocatore dei playoff della settimana: 1

Wild Card Game 2004
- Difensore della NFC della settimana: 2

5ª settimana del 2008, 16ª settimana del 2010
- Jim Thorpe Award - 1998
- I 50 più grandi Vikings
- Squadra ideale del Mall of America Field

## Statistiche
| Tackle         | 1.054 |
| Sack           | 8,5   |
| Intercetti     | 27    |
| Fumble forzati | 14    |

## Famiglia
Il figlio, Antoine Winfield Jr., gioca nella NFL per i Tampa Bay Buccaneers.